# Schansspringen op de Olympische Winterspelen 1968
Schansspringen is een van de sporten die beoefend werden tijdens de Olympische Winterspelen 1968 in Grenoble.

## Heren

### Normale schans
| rang   | sporter(s)          | land | sprong 1 (m) | sprong 2 (m) | totaal (ptn) |
| ------ | ------------------- | ---- | ------------ | ------------ | ------------ |
| Goud   | Jiří Raška          | TCH  | 79.0         | 72.5         | 216.5        |
| Zilver | Reinhold Bachler    | AUT  | 77.5         | 76.0         | 214.2        |
| Brons  | Baldur Preiml       | AUT  | 80.0         | 72.5         | 212.6        |
| 4      | Bjørn Wirkola       | NOR  | 76.5         | 72.5         | 212.0        |
| 5      | Topi Mattila        | FIN  | 78.0         | 72.5         | 211.9        |
| 6      | Anatoli Jeglanov    | URS  | 79.5         | 74.5         | 211.5        |
| 7      | Dieter Neuendorf    | GDR  | 76.5         | 73.0         | 211.3        |
| 8      | Vladimir Belo-oesov | URS  | 76.5         | 73.0         | 207.5        |

### Grote schans

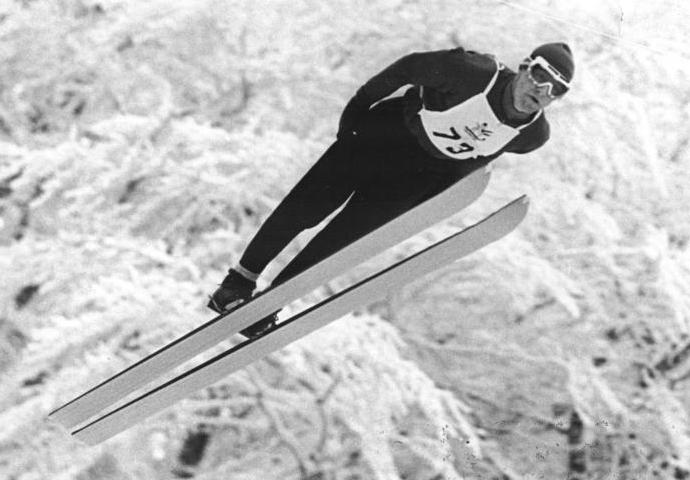
Wolfgang Stöhr

| rang   | sporter(s)          | land | sprong 1 (m) | sprong 2 (m) | totaal (ptn) |
| ------ | ------------------- | ---- | ------------ | ------------ | ------------ |
| Goud   | Vladimir Belo-oesov | URS  | 101.5        | 98.5         | 231.3        |
| Zilver | Jiří Raška          | TCH  | 101.0        | 98.0         | 229.4        |
| Brons  | Lars Grini          | NOR  | 99.0         | 93.5         | 214.3        |
| 4      | Manfred Queck       | GDR  | 96.5         | 98.5         | 212.8        |
| 5      | Bent Tomtum         | NOR  | 98.5         | 95.0         | 212.2        |
| 6      | Reinhold Bachler    | AUT  | 98.5         | 95.0         | 210.7        |
| 7      | Wolfgang Stöhr      | GDR  | 96.5         | 92.5         | 205.9        |
| 8      | Anatoli Jeglanov    | URS  | 99.0         | 92.0         | 205.7        |

## Medaillespiegel
| rang | land              | goud | zilver | brons | totaal |
| ---- | ----------------- | ---- | ------ | ----- | ------ |
| 1    | Tsjecho-Slowakije | 1    | 1      | 0     | 2      |
| 2    | Sovjet-Unie       | 1    | 0      | 0     | 1      |
| 3    | Oostenrijk        | 0    | 1      | 1     | 2      |
| 4    | Noorwegen         | 0    | 0      | 1     | 1      |
|      |                   | 2    | 2      | 2     | 6      |